# Małaja Dubrowka (obwód wołogodzki)
Małaja Dubrowka (ros. Малая Дубровка) – wieś (dieriewnia) w Rosji, w rejonie czerepowieckim obwodu wołogodzkiego. W 2010 liczyła 3 mieszkańców.